# Prilep Knoll
Der Prilep Knoll (englisch; bulgarisch Прилепска могила Prilepska mogila) ist ein über 700 m hoher und vereister Hügel im Grahamland auf der Antarktischen Halbinsel. Auf der Trinity-Halbinsel ragt er am südlichen Eingang zum Misty Pass westlich des Laclavère-Plateaus, 2,39 km östlich des Morro del Paso Peak, 1,41 km südlich bis westlich des Dabnik Peak, 10,08 km westlich des Kanitz-Nunataks und 6,72 km nördlich des Jarlowo-Nunataks auf. Das Broad Valley liegt südöstlich von ihm.
Deutsche und britische Wissenschaftler nahmen 1996 seine Kartierung vor. Die bulgarische Kommission für Antarktische Geographische Namen benannte ihn 2010 nach der Ortschaft Prilep im Südosten Bulgariens.